# Communication and Networking Riser

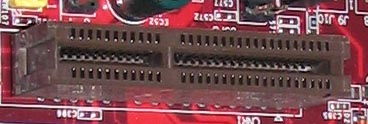
Ranura CNR.

Una ranura de comunicaciones y redes o CNR (del inglés communication and networking riser) es una ranura de expansión en la placa base para dispositivos de comunicaciones como módems, tarjetas de red. Al igual que la ranura de expansión de audio y módem (AMR), también es utilizada para dispositivos de audio. Fue introducida en febrero de 2000 por Intel en sus placas para sus procesadores Pentium y se trataba de un diseño propietario por lo que no se extendió más allá de las placas que incluían los chipsets de Intel. 
Adolecía de los mismos problemas de recursos de los dispositivos diseñados para ranura AMR. Actualmente no se incluye en las placas madre.
- Datos: Q1120481
- Multimedia: Communication and Networking Riser / Q1120481